# Ă
Ă (minuskule ă) je písmeno používané v rumunské a vietnamské abecedě; v malajské abecedě se používalo do roku 1972. Využívá se taktéž jako přepis bulharského písmena Ъ/ъ. V rumunštině, malajštině a v přepisu z bulharštiny se čte jako ə, ve vietnamštině představuje hlásku „krátké a“. Je to druhé písmeno rumunské a vietnamské abecedy. Čuvaština využívá i podobné písmeno: Ӑ.